# Estrategias de Caza

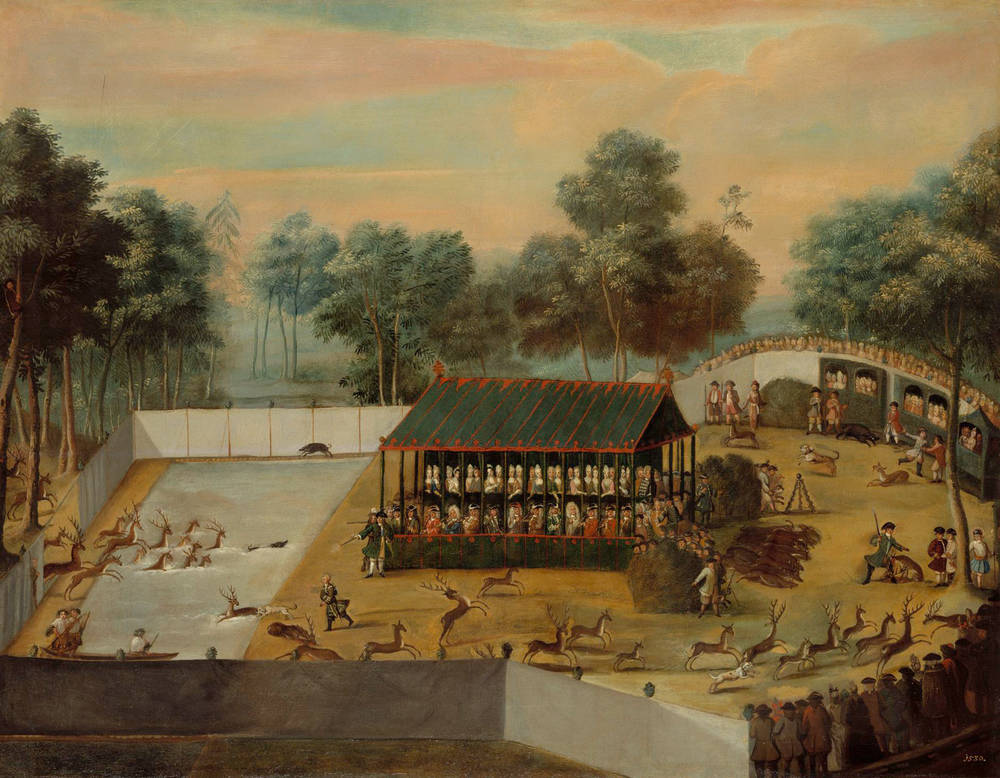
La caza se detuvo en 1718 cerca de Moritzburg, pintor desconocido, Pintura al óleo sobre lienzo, Pinacoteca de los Antiguos Maestros de Dresde.

Una estrategia de caza, o método de caza, es una táctica utilizada para cazar una presa. Los diferentes métodos son aplicados por los cazadores a juicio del terreno y a la especie a cazar, tanto como a la situación puntual que se presenta. Se toma en cuenta también el clima, las técnicas y las leyes de caza locales. Algunos de los métodos de caza más comunes que se utilizan incluyen: la caza fija, el rececho, la conducción, la caza en pie, la llamada, el cebo, la caza con perros y la cetrería.

## Sigilo
El sigilo es un método común de caza usado para la caza mayor y se define como el método de caza de un animal elusivo mediante su búsqueda meticulosa, utilizando pistas. Esta estrategia es bastante eficaz en zonas de bosque y montaña y probablemente este sea el método más primitivo aplicado por nuestros antepasados y que sigue siendo muy empleado, siguiendo rastros que dejen los animales, tales como huellas, excrementos, camas o señales de apareamiento, y mediante el conocimiento de la conducta del animal en un terreno determinado.  
Es importante caminar muy despacio y en silencio, en busca constante movimiento de la fauna. También es importante detenerse con frecuencia para observar y escuchar. La dirección del viento es otro aspecto importante del sigilo, porque si el viento sopla en la dirección en la dirección a la que se dirige el cazador, es probable que el animal lo sienta y escape antes de ser visto.

## Rececho
Aunque el rececho y el sigilo pueden parecerse en muchos aspectos, quien caza al sigilo busca a su presa hasta toparse con esta para dispararle, mientras que el acecho (conocido también como "spot and stalk") consiste en ubicar la presa a largas distancias, para después acercarse a distancia de tiro, aprovechando la geografía del territorio, la vegetación, la dirección del viento y la ubicación del sol, evitando así ser detectado mediante la vista, el oído o el olfato por la  presa. La caza al rececho se practica principalmente en terrenos de montaña, donde habitan los montes animales con baja tolerancia a la presencia humana, como ovejas, cabras y varias especies de ciervos de montaña. Para tener éxito, el cazador se aprovecha de los puntos de vista y el terreno abierto proporciona menos ocultamiento que las áreas boscosas.

## Batida
Esta estrategia es ampliamente usada para cazar animales elusivos en zonas densamente cubiertas de vegetación, y probablemente ha sido uno de los primeros métodos de caza utilizados por las tribus primitivas, e incluso por animales, como por ejemplo los leones africanos cuando los leones machos se muestran con la ayuda de su olor y su rugido para asustar al antílope hacia la posición donde se encuentra la leona más ágil, oculta en los pastizales. 
Los humanos también usan el mismo principio; presionando a la presa para que salga del monte en dirección a un cazador listo para disparar.

## Caza en apostaderos
La caza en apostaderos es probablemente el método más común utilizado en el mundo, especialmente en cotos de caza, en monterías y en zonas boscosas como, por ejemplo el Este de los Estados Unidos, donde los cazadores incluso se hacen de cámaras para conocer las rutas de paso de venados de cola blanca, y saber dónde ubicarse al inicio de la temporada.  
A diferencia del sigilo o el rececho, quien caza en apostadero espera a que la presa se acerque en vez de buscarla, siendo la paciencia elemental para el éxito  de esto método.  A menudo, los cazadores se apostarán en un puesto cercano de una fuente de alimento a la que la presa acude con regularidad o a lo largo de los senderos de caza e incluso cerca de fuentes de agua en climas más secos.

### Reclamo
El reclamo consiste en llamar a la presa usando dispositivos que emulen los sonidos que emite el animal o imitándolos. Este proceso es especialmente efectivo durante las temporadas de brama o apareamiento. Los sonidos pueden imitar el llamado de un macho adulto o de una hembra en celo, siendo este último una técnica eficaz para la caza de wapities.

### Cebo o Carnada
El cebo es una estrategia bastante popular de caza. Sin embargo es controversial e incluso prohibida en varias partes del mundo. Este procedimiento es especialmente eficaz para la caza de carnívoros, como leopardos, leones y osos
1. ↑  «10 Still Hunting Tips for Deer Hunting Winter Bucks | Bone Collector». Bone Collector (en inglés estadounidense). 9 de enero de 2017. Archivado desde el original el 19 de agosto de 2022. Consultado el 26 de noviembre de 2018.
2. ↑  O'Connor, Jack (1967). The Art of Hunting Big Game in North America (en inglés). Ney Hork: Outdoor Life Press. pp. 38, 60.
3. ↑  O'Connor, Jack (1967). The Art of Hunting Big Game in North America (en inglés) (1st edición). Ney York: Outdoor Life Press. pp. 39, 40.
4. ↑  «Tree Stand Hacks to Use During Deer Season - Raised Hunting». Raised Hunting (en inglés estadounidense). 20 de diciembre de 2017. Archivado desde el original el 14 de septiembre de 2022. Consultado el 26 de noviembre de 2018.
5. ↑  «Field Notes - Put Down the Grunt Call». www.knightandhale.com (en inglés). Archivado desde el original el 27 de noviembre de 2018. Consultado el 26 de noviembre de 2018.
6. ↑  «Baiting Big Game». Realtree Camo (en inglés). Consultado el 26 de noviembre de 2018.
7. ↑  Pike, Travis (7 de noviembre de 2016). «Hunting & Shooting Gear Guide». Outdoor Empire. Consultado el 20 de junio de 2017.

- Datos: Q17028018
- Multimedia: Hunting methods / Q17028018